# Balkan-Non-Paper 2021

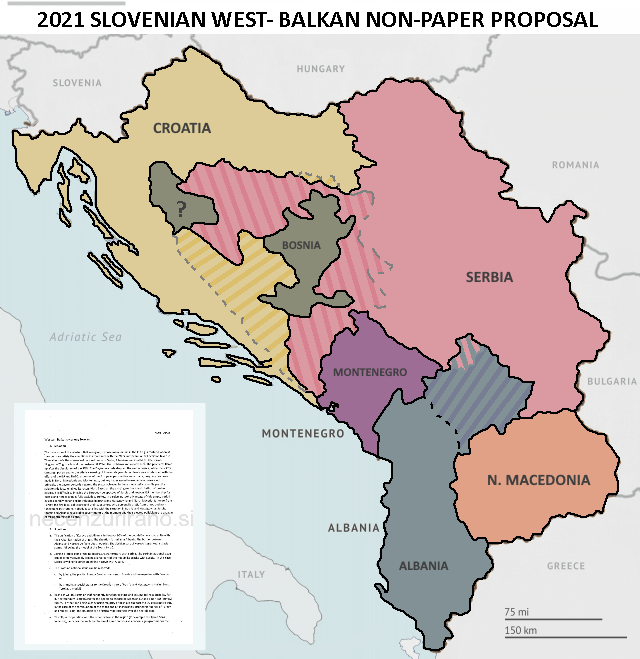
Karte des Westbalkans laut dem ersten Non-Paper

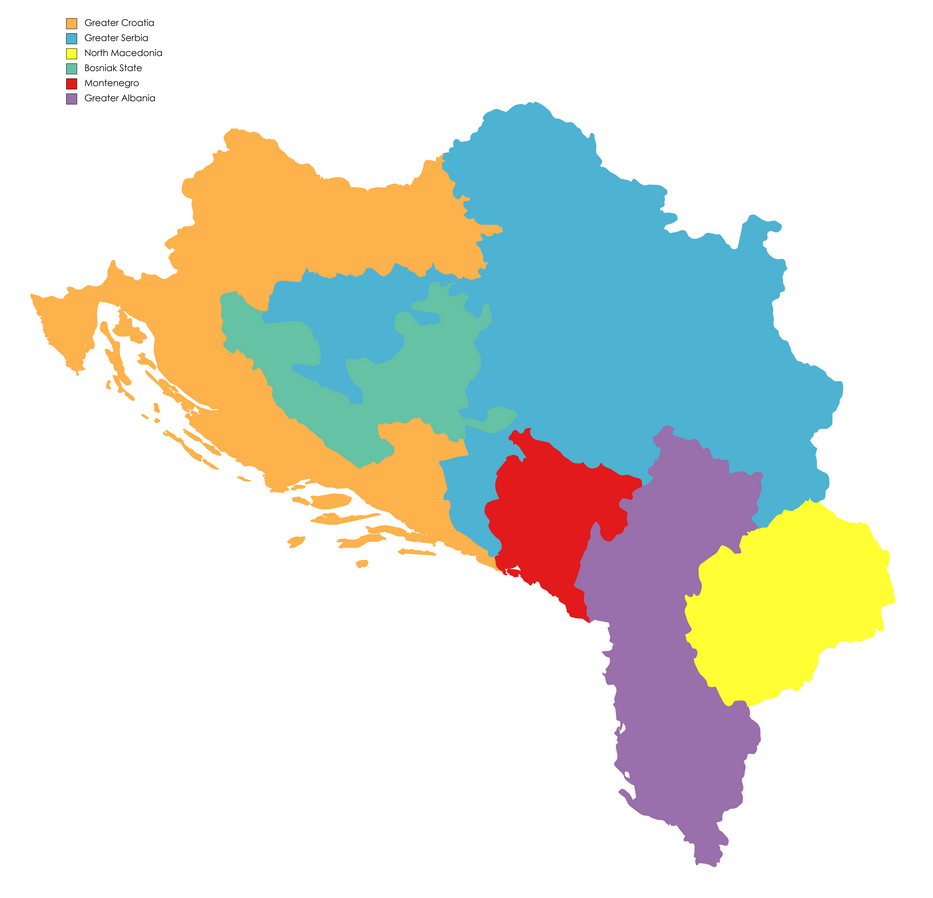
Karte des Westbalkans laut dem zweiten Non-Paper

Die Balkan-Non-Papers (deutsch Balkan-Nicht-Papiere) von 2021 waren zwei inoffizielle Papiere (englisch Non-Paper) eines unbekannten Verfassers, die Vorschläge für eine neue Grenzziehung auf dem Westbalkan enthielten.

## Veröffentlichung
Mehrere Quellen behaupteten, sie seien von der slowenischen Regierung verfasst worden und enthielten Vorschläge zur Neuziehung der Grenzen in Südosteuropa. Die neue Balkan-Karte soll angeblich vom Büro des slowenischen Premier Janez Janša bereits im Februar 2021 nach Brüssel geschickt worden sein. Das erste Non-Paper forderte die „friedliche Auflösung“ Bosniens und Herzegowinas mit der Annexion der Republika Srpska und großer Teile der Herzegowina und Zentralbosniens in ein Großserbien und Großkroatien, wobei ein kleiner bosniakischer Staat in Zentral- und Westbosnien zurückbliebe, sowie die Vereinigung Albaniens und des Kosovo. Die Geschichte über das erste Non-Paper wurde erstmals am 12. April 2021 vom bosnischen Webportal „politicki.ba“ veröffentlicht. Die Existenz des ersten Non-Papers wurde zunächst bestritten, wobei der albanische Premierminister Edi Rama einer der wenigen war, die behaupteten, es gesehen zu haben. Die slowenische Website Necenzurirano veröffentlichte das angebliche Non-Paper am 15. April 2021.

## Reaktionen
Die Pläne und Ideen des ersten Non-Papers stießen bei vielen Politikern aus Bosnien und Herzegowina, Serbien, Kroatien, Montenegro, Slowenien, Nordmazedonien sowie bei Politikern aus der Europäischen Union und Russland auf heftige Kritik und Reaktionen. Ein zweites Non-Paper, das erstmals im April 2021 in den albanischsprachigen Medien des Kosovo erschien, schlug vor, dass Serbien die Unabhängigkeit des Kosovo bis Februar 2022 anerkenne und dass dem mehrheitlich serbischen Nordkosovo im Gegenzug für die Anerkennung Serbiens Autonomie gewährt werde.
In Bezug auf das Non-Paper sagte der bosnische Präsidentschaftsmitglied Željko Komšić, es sei „alles bereits inszeniert und nur Gott weiß, was das Ergebnis sein wird“. Das andere bosnische Präsidentschaftsmitglied, Šefik Džaferović, sandte einen besorgten Brief an den Präsidenten des Europäischen Rates, Charles Michel. Nachdem der slowenische Premierminister Janez Janša von dem Dokument erfahren hatte, sprach er in einem Telefonat mit Džaferović und erklärte, dass „es kein Non-Paper zu Grenzänderungen auf dem Westbalkan gibt“ und fügte hinzu, dass er „die territoriale Integrität Bosniens und Herzegowinas“ unterstütze. Der Vorsitzende des Ministerrats von Bosnien und Herzegowina, Zoran Tegeltija, sagte, er sei „kein Mann der aufrührerischen Rhetorik“ und werde „sich nicht mit fiktiven Papieren befassen“.
Die slowenische Europaabgeordnete Tanja Fajon erklärte, die „Ideen im Non-Paper sind gefährlich, Probleme müssen im Dialog gelöst werden.“ Der slowenische Präsident Borut Pahor sagte, er lehne „gefährliche Ideen über Grenzänderungen auf dem Balkan“ ab und wisse „nichts von dem Non-Paper“. Der kroatische Ministerpräsident Andrej Plenković sagte, er habe „das Non-Paper auf einem Webportal gelesen, Kroatien habe es jedoch nicht erhalten“. Der russische Außenminister Sergej Lawrow erklärte, das Dokument sei „ein gefährliches Spiel, Brüssel reagiere anders, wenn Russland involviert sei“. Der serbische Präsident Aleksandar Vučić sagte lediglich, „Serbien könne Bosnien und Herzegowina nur helfen“ und „mische sich nicht in die inneren Angelegenheiten des Landes ein“. Der montenegrinische Präsident Milo Đukanović äußerte sich zu dem Non-Paper und erklärte, „es ist eine gefährliche Sache, es wurde von jemandem angeboten, der so schnell wie möglich einen Krieg will“.
Euractiv reagierte auf das Non-Paper mit der Aussage: „Es ist wie ein Rorschach-Test, jeder sieht darin, was er will.“ Der Vizepräsident der Europäischen Kommission und Hohe Vertreter der EU für Außen- und Sicherheitspolitik, Josep Borrell, sagte, er habe das Non-Paper „nie erhalten“, aber „davon gehört“. Der mazedonische Präsident Stevo Pendarovski sagte, „jede Grenzänderung auf dem Balkan führt zu Blutvergießen.“ Steffen Seibert, Sprecher der deutschen Bundeskanzlerin Angela Merkel, erklärte lediglich, die „Geschichten über Grenzveränderungen auf dem Westbalkan seien sehr gefährlich.“ Am 11. Juni 2021 gab die slowenische Regierung ein früheres Non-Paper zum Thema Bosnien und Herzegowina frei, das der ehemalige slowenische Präsident Milan Kučan 2011 vertraulich vorbereitet hatte.